# 16. Flak-Division
Die 16. Flak-Division war ein Großverband der Bodentruppen der deutschen Luftwaffe im Zweiten Weltkrieg. Zuständig war die Division bei Aufstellung für die Abwehr von einfliegenden gegnerischen Flugzeugen mittels Flugabwehrgeschützen in Frankreich.

## Geschichte

### Aufstellung
Der Führungsstab der 16. Flak-Division wurde am 1. April 1942 aufgestellt. Die Hauptaufgabe des Kommandos bestand in der Führung aller Flakkräfte im Luftgau Belgien-Nordfrankreich, speziell an den dortigen Küstenregionen. Erster Divisionskommandeur wurde am 15. Juni 1942 Generalleutnant Kurt Steudemann mit Gefechtsstandssitz in der Nähe von Lille. Nach nicht einmal sechs Monaten Einsatzzeit konnten die unterstellten Regimenter der Division ihren 200. Abschuss erzielen. Zum 1. März 1943 gab es dann einen ersten Führungswechsel in der Führungsebene der Division. So wurde an diesem Tag neuer Divisionskommandeur Generalmajor Rudolf Eibenstein, der dann die Geschicke der Division bis 30. April 1944 innehatte.
Mitte April 1943 gliederte sich die Division wie folgt:
- Flak-Regiment 3: Raum Watten (Nordfrankreich)
- Flak-Regiment 95: Raum Antwerpen (Belgien)
- Flak-Regiment 129: Raum Zeebrügge (Belgien)
- Flak-Regiment 132: Raum Boulogne (Nordfrankreich)
- Flak-Regiment 431: Raum Lille (Nordfrankreich)
- Flak-Regiment 656: Raum Beauvais (90 km nördlich von Paris)

In den darauffolgenden Monaten waren die unterstellten Regimenter der 16. Flak-Division einer ständigen Fluktuation von Zu- und Abgängen ausgesetzt. Mit Wirkung zum 1. Mai 1944 übernahm dann das Kommando über die Division Oberst Friedrich-Wilhelm Deutsch.

### Nach der alliierten Invasion
Unter seiner Führung wurde der Division dann ab 29. August 1944 die Führung aller Flakkräfte im Bereich der Heeresgruppe B unter dem Kommando von Generalfeldmarschall Walter Model übertragen.

#### Verlegung des Divisionshauptquartier in die Niederlande
Mit dem Vorrücken der Alliierten musste schließlich der bisherige Gefechtsstand in Lille aufgegeben werden und ab 22. September 1944 nach Huis ter Heide (Holland) ausweichen.

#### Unternehmen Market Garden
Während dieser Zeit waren die Regimenter der 16. Flak-Division am deutschen Erfolg, des Scheiterns der Alliierten Operation Market Garden so erfolgreich beteiligt, dass die Division am 26. September 1944 im Wehrmachtbericht genannt wurde.
Während dieser Zeit gliederte sich die Division wie folgt, Stand 20. September 1944:
- 18. Flak-Brigade
  - Flak-Regiment FAS 30
  - Flak-Regiment 95
  - Flak-Regiment 112

- 19. Flak-Brigade
  - Flak-Regiment 8
  - Flak-Regiment 87
  - Flak-Regiment 111

- 20. Flak-Brigade
  - Flak-Regiment 15 (Aachen)
  - Flak-Regiment 20
  - Flak-Regiment 100
  - Flak-Regiment 129 sowie das
  - Flakscheinwerfer-Regiment 195.

Infolge des weiteren Vordringens der alliierten Streitkräfte musste der Gefechtsstand der Division erneut verlegt werden. Am 23. Oktober 1944 befand er sich in Doetinchem unter dem Kommando des III. Flak-Korps. Anfang Dezember 1944 verfügte die Division über 77 schwere und 85 mittlere und leichte Batterien, was sie zum stärksten Flakverband an der Westfront machte. Ende Januar 1945 waren es immerhin noch 49 schwere und 67 mittlere und leichte Batterien.

### Auflösung durch Umgliederung zum Stab / VI. Flak-Korps
Am 9. Februar 1945 wurde schließlich der Divisionsstab der 16. Flak-Division umgewandelt. Aus dieser Umwandlung ging der neue Stab des VI. Flak-Korps hervor, deren neuer Kommandierender General Generalleutnant Ludwig Schilffarth wurde. Die unterstellten Verbände der 16. Flak-Division wurden in diesem Zuge anderen Divisionen zugeteilt.